# Kormakitis
Kormakitis (gr. Κορμακίτης, tur. Koruçam) – wieś na Cyprze, w dystrykcie Kirenia. Obecnie znajduje się w granicach Cypru Północnego. Kormakitis jest jedną z czterech wiosek cypryjskich, zamieszkiwanych tradycyjnie przez arabskojęzycznych katolików, Maronitów.